# Громишевка
Громи́шевка (рос. Громышевка) — село у складі Зирянського району Томської області, Росія. Входить до складу Дубровського сільського поселення.

## Населення
Населення — 264 особи (2010; 477 у 2002).
Національний склад (станом на 2002 рік):
- росіяни — 91 %